# Apophua testacea
Apophua testacea är en stekelart som först beskrevs av André Seyrig 1932.  Apophua testacea ingår i släktet Apophua och familjen brokparasitsteklar. Inga underarter finns listade i Catalogue of Life.